# Franco Sar
Franco Sar (Arborea, 21 dicembre 1933 – Monza, 1º ottobre 2018) è stato un multiplista italiano.
Partecipò a due edizioni dei Giochi olimpici: a Roma 1960 conquistò la sesta posizione, mentre a Tokyo 1964 si classificò tredicesimo.

## Palmarès
| Anno | Manifestazione  | Sede  | Evento    | Risultato | Prestazione | Note |
| ---- | --------------- | ----- | --------- | --------- | ----------- | ---- |
| 1960 | Giochi olimpici | Roma  | Decathlon | 6º        | 7 140 p.    |      |
| 1964 | Giochi olimpici | Tokyo | Decathlon | 13º       | 6 888 p.    |      |

## Campionati nazionali
- 8 volte campione nazionale assoluto del decathlon (dal 1958 al 1965)[3]
- 1 volta campione nazionale assoluto del salto con l'asta (1963)[3]

## Foto d'epoca

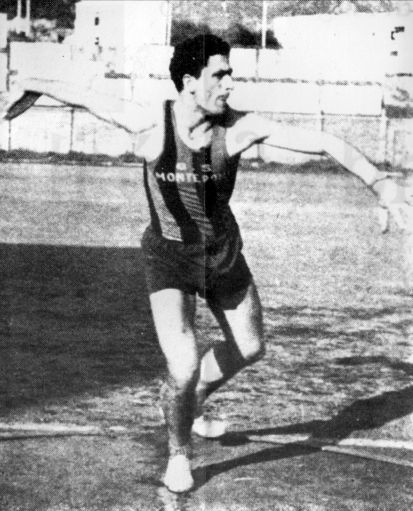
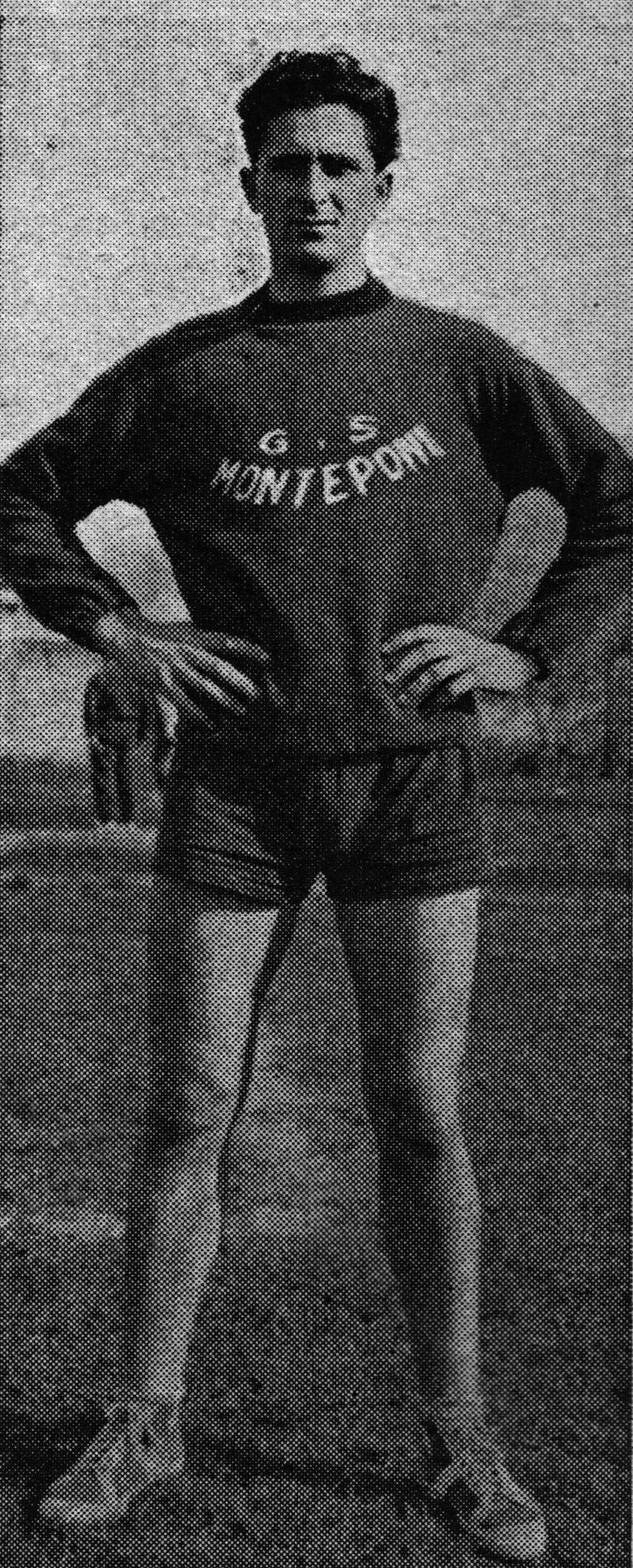